# Fiat Fiorino
La Fiat Fiorino es un vehículo comercial ligero pequeño fabricado por la empresa italiana Fiat desde 1977. Desde ese año, se han fabricado cuatro modelos de esta furgoneta ligera y de bajo porte.
Al igual que con otros modelos de la división comercial de Fiat, se recurrió a la numismática para bautizar a esta camioneta, siendo elegida en este caso la traducción al italiano del Florín (Fiorino d'oro en italiano), que fue una moneda medieval emitida en Florencia desde 1252, que se convirtió en la moneda de oro de referencia en Europa en los siglos XIII, XIV y XV.

## Primera generación (1977–1988)
- Véase también Fiat 147

La primera generación de la Fiorino era un vehículo comercial basado en el Fiat 127. Fue lanzada en noviembre de 1977, ésta este derivado del Fiat 127 de la segunda serie. Fue reestilizada en 1982, pasando a tener un aspecto muy similar al Fiat 147 Sudamericano. En marzo de 1987 se lanzó al mercado una versión llamada «Fiorino Jolly», disponible con dos motores: uno de gasolina de 1,1 litros y un diésel de 1,3 litros. Fue fabricada hasta 1988, en las plantas de Italia, Fiat Betim en Brasil y Fiat Córdoba en Argentina. La versión pickup fue llamada Fiat 147 City en Brasil.
Originalmente llamado Fiat 127 Fiorino, la primera generación se basó en el Fiat 127 con una parte trasera que adiciona una caja para carga. La plataforma es una versión estirada del Fiat 147 brasileño.

### Galería

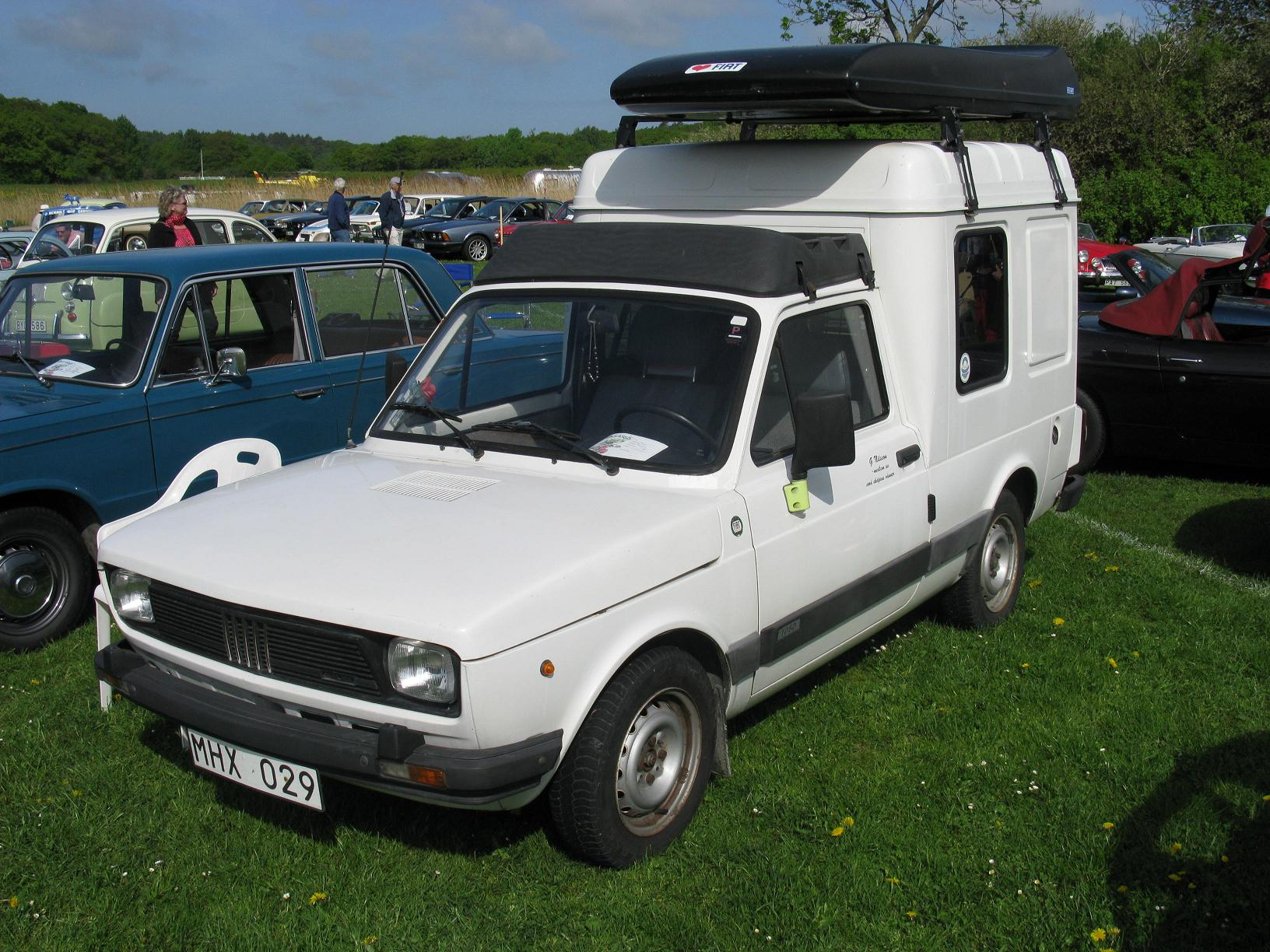
Primera generación (fase 2).
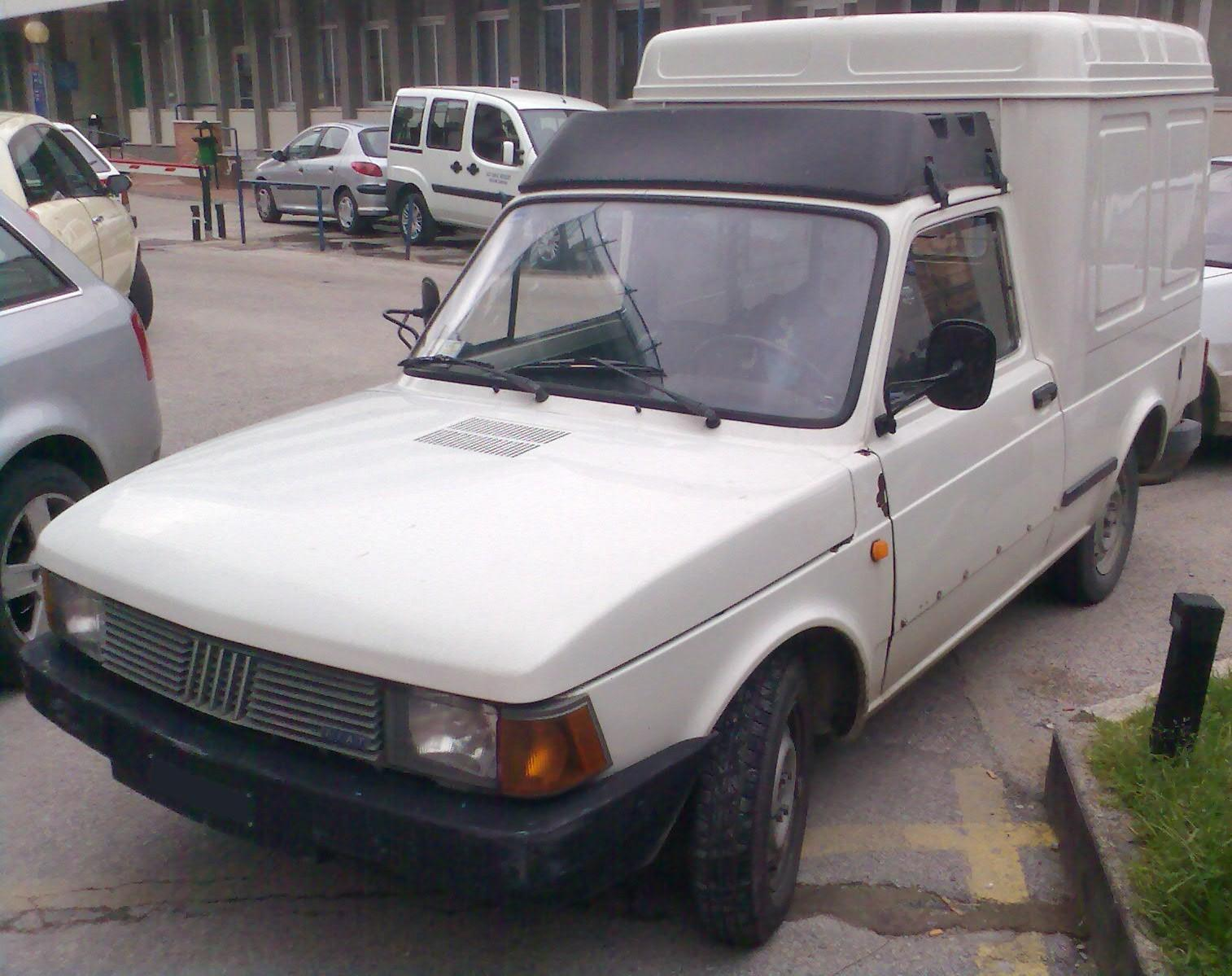
Primera generación (fase 3).
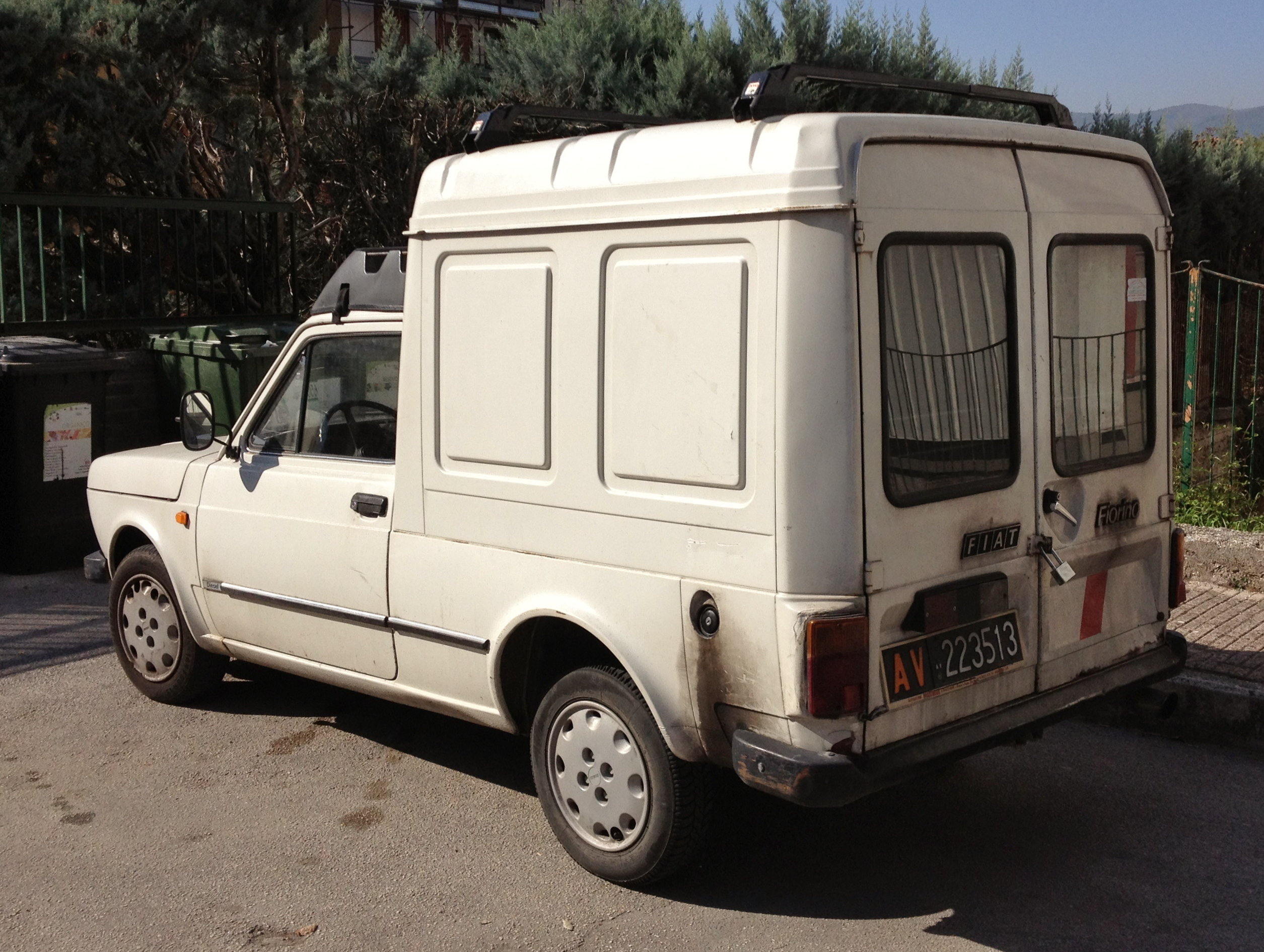
Primera generación (vista posterior).

## Segunda generación (1988–2014)
En Europa, la segunda generación de la Fiorino se fabricó desde 1988 hasta 2000, en la planta de Bolonia (Italia). Recibió dos reestilizaciones, la primera en 1992 y la segunda en 1997. En China fue producida desde 1996 hasta 2001. Su producción continuó en Brasil hasta finales de noviembre de 2013. Este modelo es un derivado del Fiat Uno de la primera generación, y puede aguantar hasta 700 kg de carga. Al igual que la primera Fiorino, estaba disponible también en versión pickup. En Venezuela a este último modelo se le conoció también con el nombre Premio Pickup.
En 1987, se lanzó la segunda generación de la Fiorino, basada en el Fiat Duna. Si bien es similar en apariencia al Fiat Uno europeo, el Duna tenía un chasis mucho más robusto y era más apropiado como base a un vehículo utilitario. El nuevo Fiorino estaba disponible en los estilos de carrocería Fiorino Cargo como versión de carga, y Fiorino Panorama como versión de pasajeros. Las ventas en Europa comenzaron en 1988. En Venezuela, la versión pickup se vendió como Premio Pickup vinculándola con el sedán mencionado. 

### Motores
- 1.0 L
- 1.2 L Fire
- 1.3
- 1.4 L
- 1.5 L
- 1.6 (versión LX)
- 1.7 L diésel y turbodiésel

### Galería

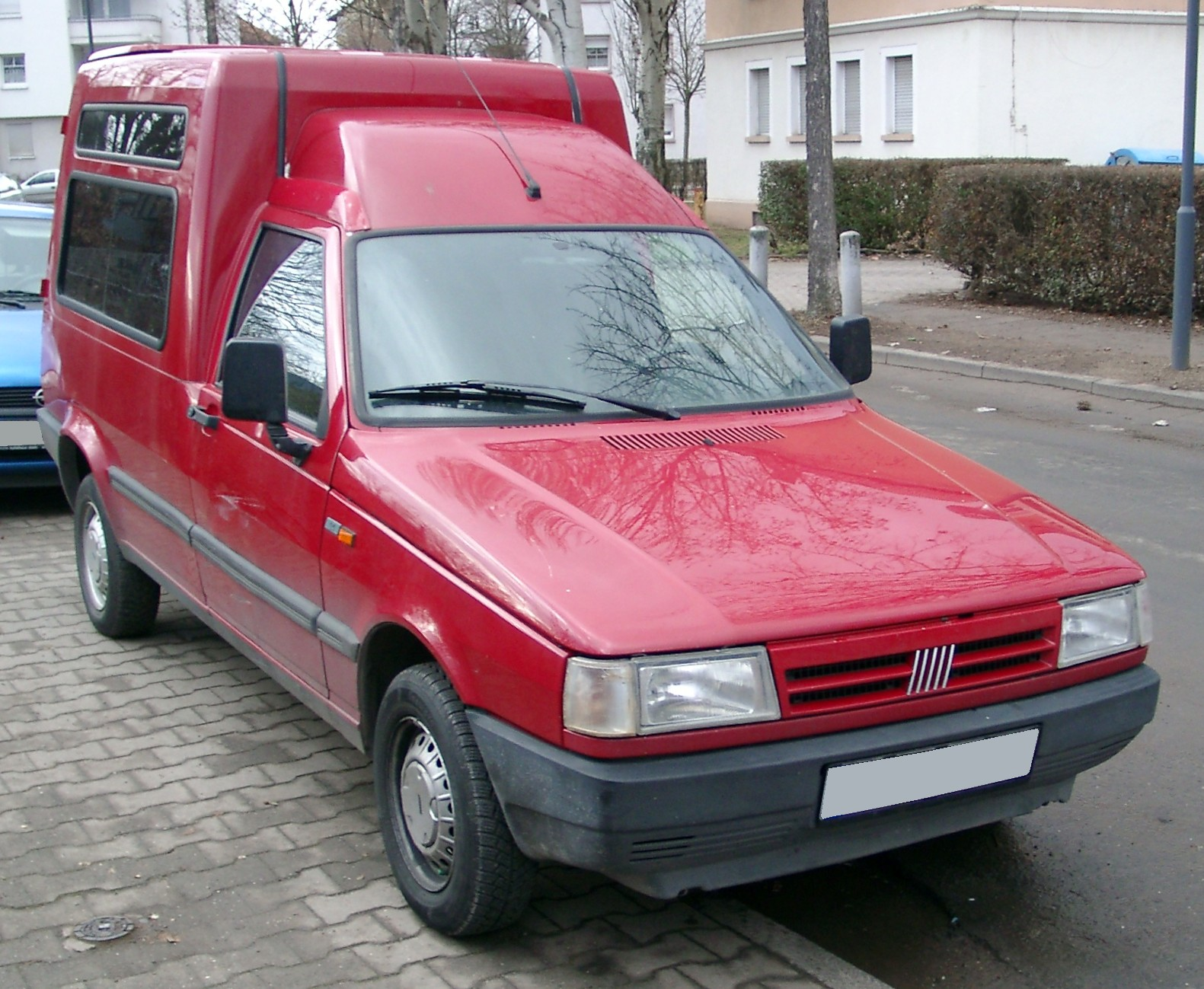
Segunda generación (fase 2).
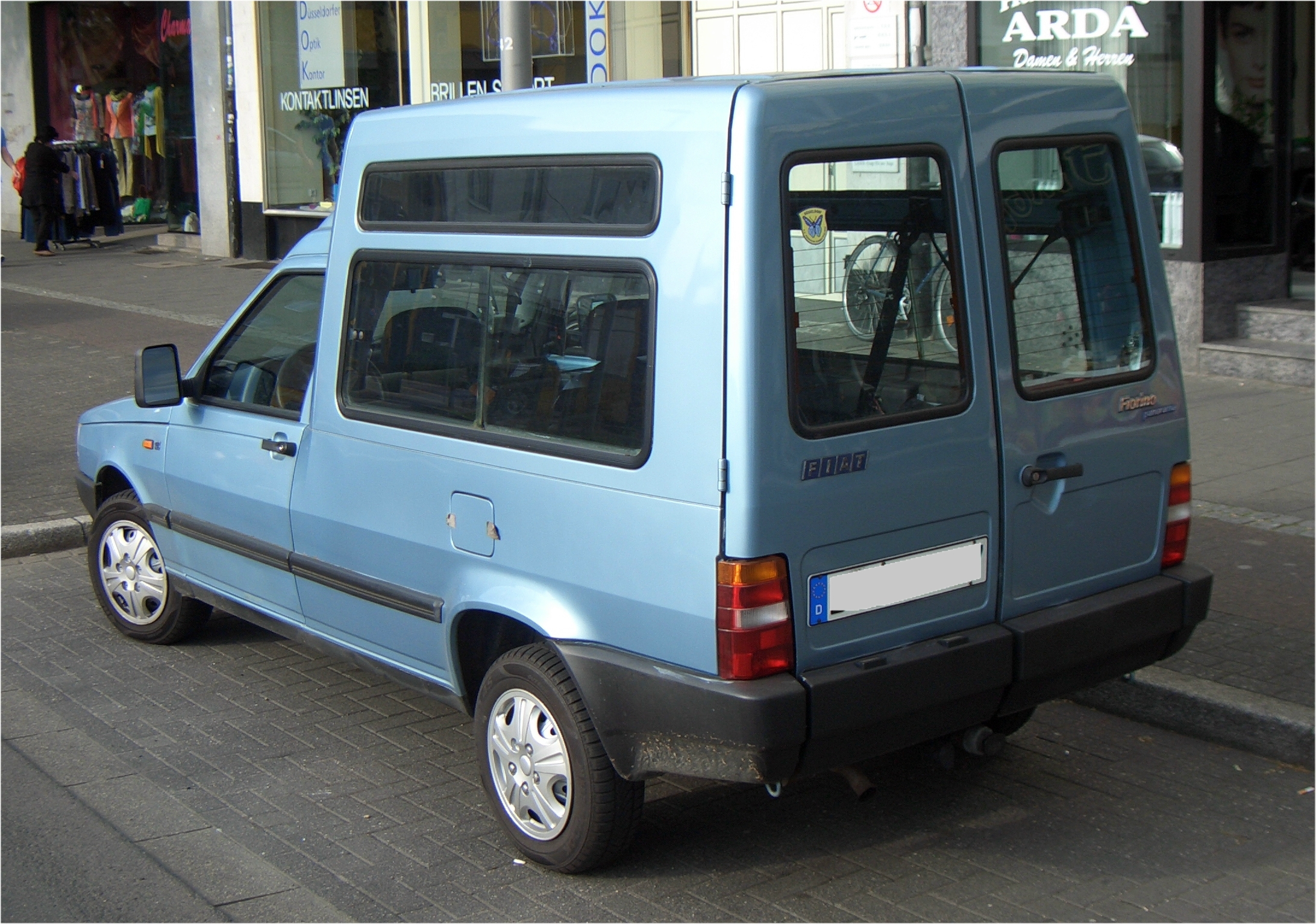
Segunda generación (vista posterior).

## Tercera generación (2008-presente)

### Versión de Europa (2008-presente)
En Europa, la tercera generación de la Fiat Fiorino fue presentada en 2007 y es fabricada por el grupo automotor TOFAŞ en la planta de Turquía, Bursa. Se vende también bajo las marcas Peugeot y Citroën, con los nombres «Bipper» y «Nemo» respectivamente. Es capaz de aguantar hasta 610 kg de carga. Este modelo fue también comercializado en Sudamérica, donde inicialmente fue vendido bajo el nombre de Fiorino Qubo, el cual se mantuvo hasta el año 2015, en el cual fue presentado un nuevo utilitario basado en el Fiat Uno Way, que también fue denominado Fiorino. A partir de allí, la furgoneta pequeña producida por Sevel comenzó a ser conocida simplemente como Qubo.

#### Motores
- Gasolina
- Diésel

#### Galería

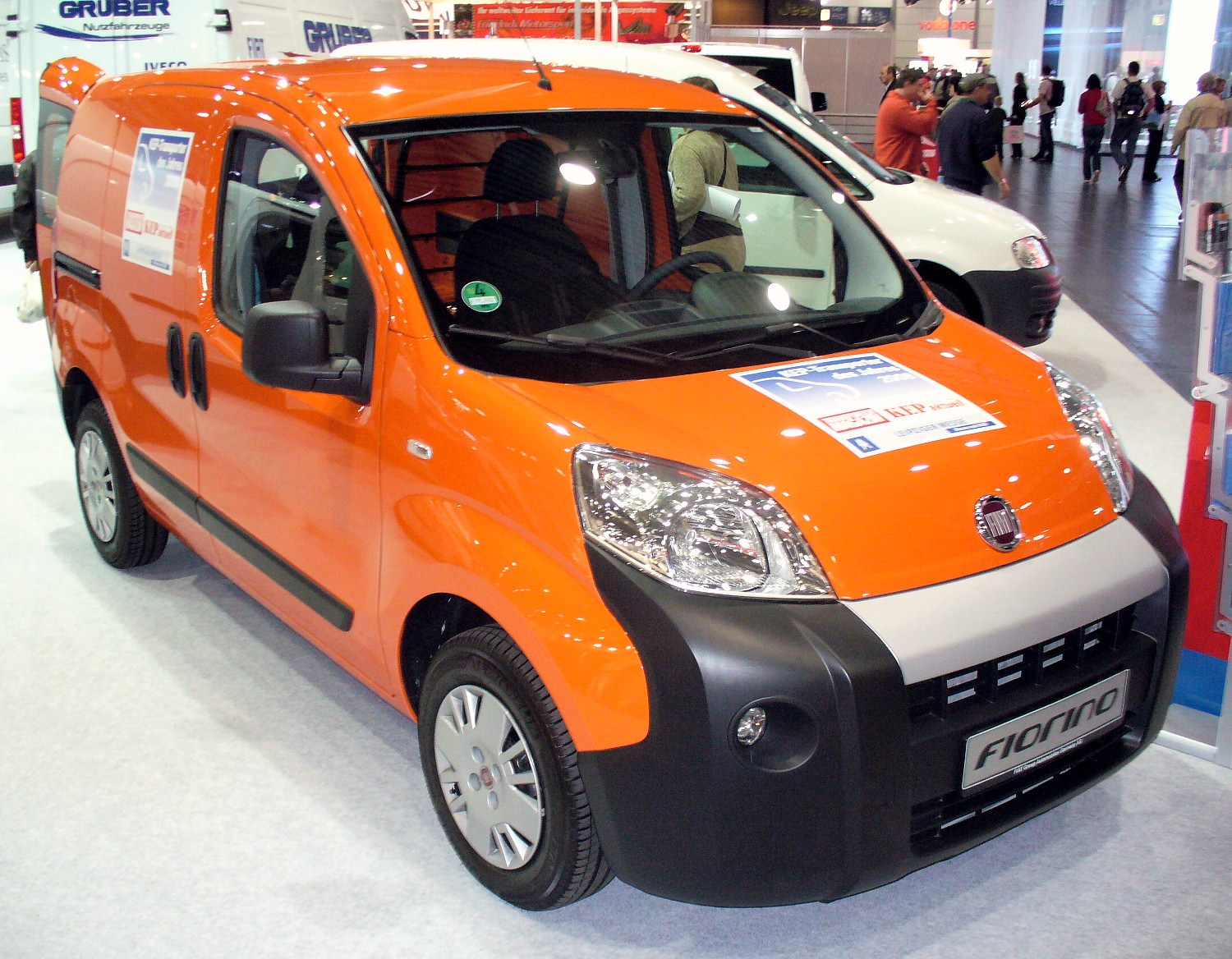
Tercera generación.
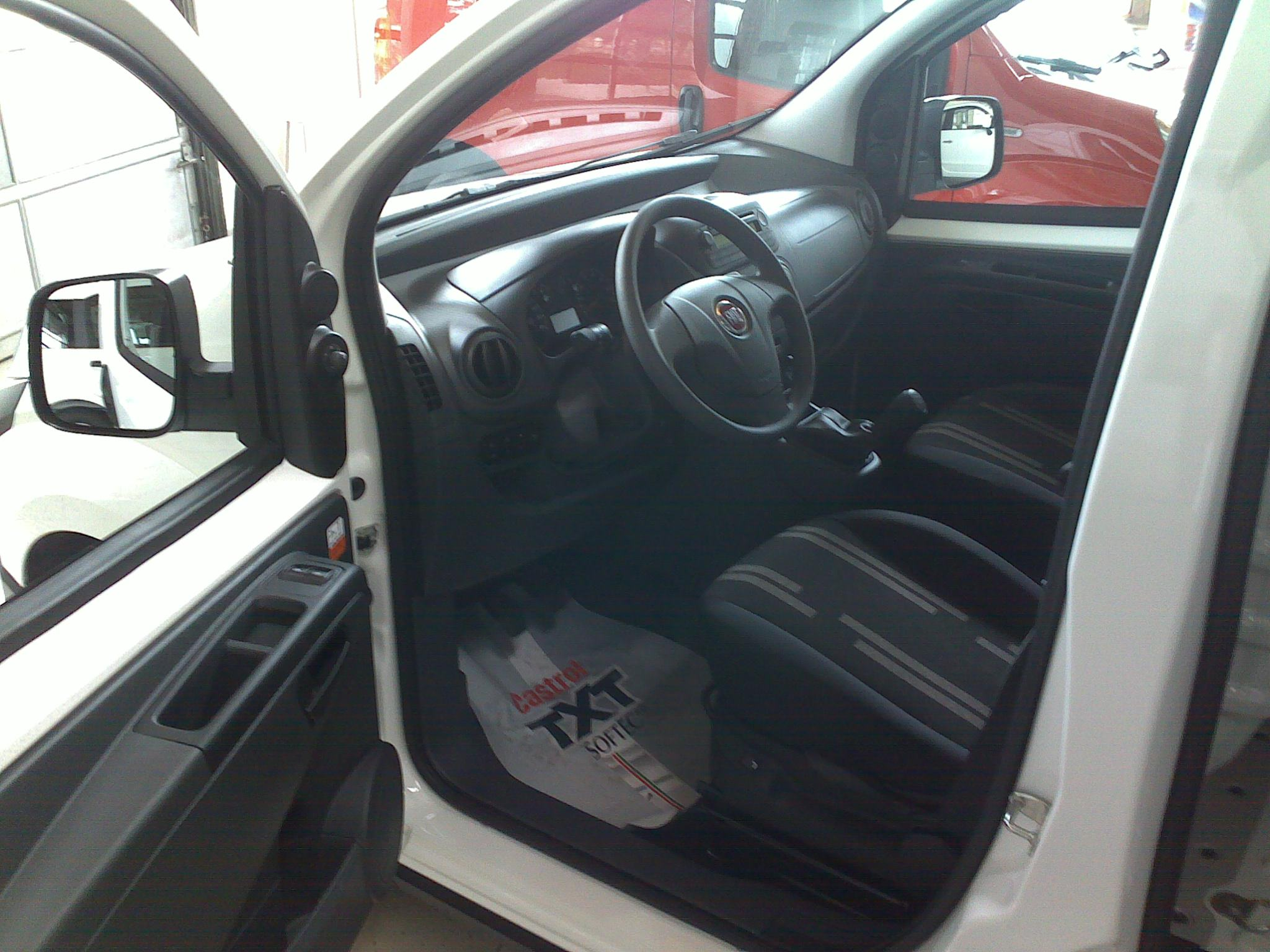
Tercera generación (interior).

### Versión de Suramérica (2013-presente)
En Brasil, la tercera generación de la Fiat Fiorino se presentó el 27 de octubre de 2013 en el Salón Internacional del Transporte (Fenatran) de São Paulo. Este modelo, totalmente distinto del europeo, es un automóvil comercial derivado del Fiat Uno de la segunda generación, presentado en 2010. La Fiat Fiorino cuenta, respecto al modelo del que deriva, con una caja posterior que aumenta el volumen disponible para la carga. La parte delantera del automóvil desde el pilar B mantiene la misma estética ya vista en el Uno.

#### Motores
- Gasolina

- Diésel